# عدة بن تونس
الشيخ عدة بن تونس (1898 - 1952).

## حياته
ولد الشيخ عدة بن تونس بتجديت في مدينة مستغانم (الجزائر)، ونشأ في الزاوية العلاوية الكبرى، حيث اكتمل نضجه الفكري والديني تحت رعاية الشيخ أحمد بن مصطفى العلاوي، الذي أذن له في الرحيل إلى جامع الزيتونة فمكث هناك نحو العامين ثم عاد إلى مستغانم فلازم شيخه ملازمة مكنته من المعرفة التامة بأحوال الشـــيخ الــــعــلاوي ونشاطه الديني والروحي حتى وفاته عام 1934 بعد أن أوصى بالخلافة ورعاية شؤون الزاوية الكبرى للشيخ عدة بن تونس، فقام بمهام الطريقة العلاوية وفق المنهج الذي رسمه أستاذه أحسن قيام، حيث عمل على نشر الطريق والدعوة إلى الله، وأنشأ عددا من الزوايا في الجزائر وخارجها، من أجل التربية والتعليم، والتوجيه والإرشاد، رغم الظروف القاسية التي شلت كل نشاط ديني واجتماعي، أثناء الحرب العالمية وبعدها.

## أعمال الشيخ
أصدر جريدة لسان الدين الثانية من 1937 إلى 1939 ومجلة المرشد الشهرية باللغتين (العربية والفرنسية) من 1946 إلى 1952 للدفاع عن تعاليم الإسلام، وتبليغ مبادئه لغير المسلمين إلى جانب مجلة أحباب الإسلام الناطقة بالفرنسية التي أسسها لنفس الغرض.
أنشأ مؤسسة لإعادة تأهيل الشباب المنحرفين (1940) تحتوي على أربع ورشات للتكوين: الميكانيكا، النجارة، الطباعة والمخبزة.

## الجمعيات التي أسسها الشيخ
- جمعية الشبيبة العلاوية.
- جمعية التنوير.
- جمعية أحباب الإسلام (1948).

## وفاته
توفي سنة 1952 وهو في الرابعة والخمسين، وعهد بالخلافة لولده الشيخ محمد المهدي بن تونس.

## من أقواله
«.... أجل من أعماق قلبي أحب السود، لا لكونهم سودا ولكن لأنهم عانوا كثيرا من رق العبودية، ولأنني عبد الله أحب العبيد، ولو أن الناس كانوا عقلاء لرضوا بطيب قلب أن يكونوا عبيدا، وأقول: لن ندرك مقام السيادة في هذه الحياة الدنيا ما لم نمر بمقام العبودية.»
«فكرتنا هي أن تعود الإنسانية قاطبة إلى الأخوة والسلام عن طريق ثقافة مكارم الأخلاق وكذلك بواسطة حمل التعاليم الدينية بهمة عالية إلى أن نبلغ حقيقة الأخوة الكامنة في قلوبنا ككمون الزبد في اللبن ولو أن الإنسانية استعادت ولو قليلا تلك الأخوة لشملها سلام الله. ولزال كل اختلاف تاركا مكانه المحبة والأخوة وتزول حينئذ كل الأحقاد والنزعات ويعيشون في سعادة لا يكدر أخوتهم أي شيء؛ هذه فكرتنا».
الشيخ عدة بن تونس

## مؤلفات الشيخ عدة بن تونس

### تنبيه القراء إلى كفاح مجلة المرشد الغراء
يضم الكتاب بجزئية جميع المقالات والدراسات التي نشرها الشيخ عدة بن تونس المستغانمي في أعداد مجلة «المرشد» التي كان يصدرها في أواخر الأربعينات، وأوائل الخمسينات باللغتين العربية والفرنسية، تجاوز عددها 230 مقالة، عالج فيها مختلف القضايا الدينية والإسلامية كانت تشغل الرأي العام العربي والإسلامي.و الكتاب مرجع هام لفترة من حياة النهضة الدينية والثقافية في الجزائر، قام بتحقيقه وتنظيم مواده الأستاذ يحي الطاهر برقة، وجمعه وأشرف على طبعه الحاج محمد الهادي مدير المطبعة العلاوية بمستغانم.

### الروضة السنية في المآثر العلاوية
كتاب يتناول حياة الأستاذ الشيخ أحمد بن مصطفى العلاوي، الذي ما فتئ يعمل بكلتا يديه، يجاهد في الله حق الجهاد، فكان قطب الحركة الدينية، ومجدد مذهب التصوف في المغرب الإسلامي والمشرق.
لا غرابة أن يكتب اسمه في سجل الخالدين وزبر المتقين بما له من جلائل الأعمال، التي ذكر طرفا منها صاحب هذه الروضة الذي تحدث عن حياته ونشأته، وذكر مؤلفاته وصحفه التي أنشأها، إلى جانب الزوايا التي أسسها داخل الوطن وخارجه، وانتهى بتعداد أخلاقه وخصاله الدالة على مكانته في قلوب أتباعه ومريديه، وحتى خصومه ومعانديه.

### وقاية الذاكرين من غواية الغافلين
كتاب لطيف مشحون بالنصوص القرآنية والآثار النبوية على فضل الذكر والذاكرين؛ ومكانة الذكر من سائر العبادات الأخرى؛ فهو حجة ساطعة وآية ناطقة تصيب بالحصر والعجز كل معارض مكابر لأهل النسبة؛ وعموم ذاكري الله على كل حال.(و من أعرض عن ذكري فإن له معيشة ضنكا ونحشره يوم القيامة أعمى) سورة طه الآية 124.

### الدرة البهية في أوراد وسند الطريقة العلاوية
يشمل الكتاب على أوراد الطـريـقـة الـعـلاويــة المأخوذة عن الشـيــخ محمد بن الحبيب البوزيدي منها الأوراد العامة لجميع المريدين تيسيرا لأسباب النجاح لكل من داوم عليها صباحا ومساء، ومنها الورد الخاص وهو الاسم الأعظم وهو قولنا:«الله» بشروط مقررة؛ ومحل مخصوص، وكيفية من المرشد الخاص.وفي ختامه أرجوزة للشيخ العلاوي تتناول أسماء أهل السلسلة حتى رسول الله عليه الصلاة والسلام، مذيلة بمناجاة للأستاذ العلاوي يستغيث بها برجال الطريق، نفعنا الله بمحبتهم آمين.

### مجالس التذكير في تهذيب الروح وتربية الضمير
مجموعة من المقالات صدرت في مجلة المرشد ونشرت في أعداد مختلفة وقد تناول فيها الشيخ في مجالسه تلك ما له علاقة بالطريقة والأذكار التي يتعاطاها القوم الصوفية في مجالسهم وخلواتهم. فعلى المسلم أن يعمق معرفته في أسرار دينه، بمطالعة هذا التراث القيم الذي سطرته أقلام أئمة الإسلام في العصر الحديث.

### فك العقال عن تصرف الأفعال
يتضمن الكتاب أبواب الصرف وهي خمسة وثلاثون بابا؛ تشتمل على أقسام الفعل المتنوعة؛ من مجرد وثلاثي ورباعي مع أوزانها وأبنيتها. ثم عقد فصلا في بيان بعض أحكام الفعل وأنواعه كالجامد والمتصرف واللازم والمتعدي؛ والصحيح والمعتل وغيرها، والكتاب ملم بأطراف الصرف، وحواشيه.